# Circuit du Brabant occidental
Le Circuit du Brabant occidental (ou Omloop van West-Brabant) est une course cycliste belge, 
disputée de 1961 à 1988.

## Palmarès
| Année | Vainqueur              | Deuxième             | Troisième                |
| ----- | ---------------------- | -------------------- | ------------------------ |
| 1961  | René Vanderveken (nl)  | Francesco Miele      | Robert Lelangue          |
| 1962  | Joseph Vloeberghs      | José Thumas          | Victor Desmeth           |
| 1963  | Louis Proost           | Arthur Decabooter    | Jos Hoevenaars           |
| 1964  | Willy Monty            | Leon Sebregts        | Ferdinand Bracke         |
| 1965  | Walter Boucquet        | Norbert Kerckhove    | Gustaaf Van Vaerenbergh  |
| 1966  | Frans Brands           | Georges Vandenberghe | Willy Van den Eynde (nl) |
| 1967  | Willy Planckaert       | Alfons Cools         | Robert Lelangue          |
| 1968  | Walter Boucquet        | Michael Wright       | Eddy Beugels             |
| 1969  | Englebert Opdebeeck    | Frans Verbeeck       | Roger Rosiers            |
| 1970  | Etienne Antheunis (nl) | Victor Nuelant       | Marc De Block (nl)       |
| 1971  | Jozef Abelshausen      | Gerard David         | Maurice Dury             |
| 1972  | Ronald De Witte        | Georges Vandenberghe | Marcel Omloop            |
| 1973  | Georges Pintens        | Ronald De Witte      | Émile Bodart             |
| 1974  | Jozef Abelshausen      | Englebert Opdebeeck  | Marcel Laurens           |
| 1975  | Dirk Baert             | Willy Van Malderghem | Ronald De Witte          |
| 1976  | Dirk Baert             | Bert Pronk           | Franky De Gendt          |
| 1977  | Frans Verbeeck         | Patrick Lefevere     | Rudy Pevenage            |
| 1978  | Eddy Vanhaerens        | Willem Peeters       | Alain Desaever (nl)      |
| 1979  | André Dierickx         | Hans-Peter Jakst     | Gustaaf Van Roosbroeck   |
| 1980  | Rudy Pevenage          | Roger De Cnijf       | Pol Verschuere           |
| 1981  | Etienne De Wilde       | Eddy Planckaert      | Freddy Maertens          |
| 1982  | Alain De Roo           | Ronald De Witte      | Eric Van De Wiele        |
| 1983  | Jan van Houwelingen    | Guido Beyens         | Willy Teirlinck          |
| 1984  | Marc Moens             | Patrick Onnockx (nl) |                          |
| 1985  | Ronny Van Holen        | Dirk De Wolf         | Eddy Planckaert          |
| 1986  | Franky Van Oyen (nl)   | William Tackaert     | Dirk Heirweg             |
| 1987  | Jean-Marc Vandenberghe | Dirk Heirweg         | Ad Wijnands              |
| 1988  | Wim Van Eynde          | Jan Goessens         | Peter Pieters            |